# Rolex Milgauss

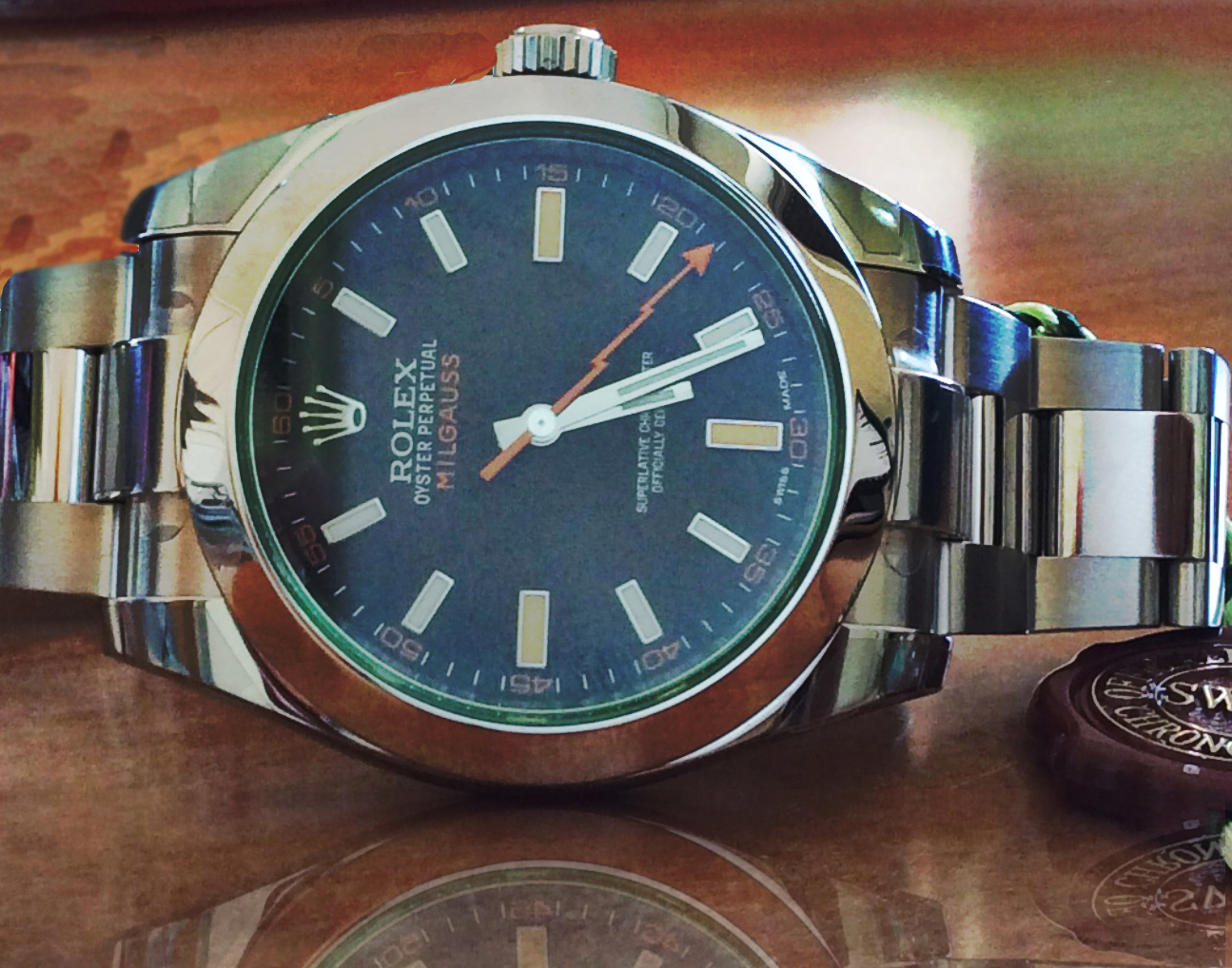
Reloj Rolex Milgauss 116400GV, con su singular segundero en forma de rayo rojo

El Rolex Oyster Perpetual Milgauss es un modelo de reloj de pulsera introducido por Rolex en 1956, con el número de referencia 6541. Se anunció como "diseñado para satisfacer las demandas de la comunidad científica que trabaja en torno a los campos electromagnéticos". El primero de su tipo, es capaz de soportar campos magnéticos de hasta 1.000 gauss y se hizo famoso por ser usado por los científicos de la Organización Europea para la Investigación Nuclear (CERN) en Ginebra. Su resistencia a la interferencia magnética proviene de un escudo dentro de la caja hecho de aleaciones ferromagnéticas, que protege el movimiento. Este escudo consta de dos componentes, uno atornillado al movimiento y el otro a la caja. Además, su movimiento Calibre 3131 incluye materiales paramagnéticos.
El nombre de Milgauss se deriva del francés mille, que significa mil, y gauss, la unidad de campo magnético.
Este modelo dejó de producirse en 2023.

## Historia
El Milgauss original era muy similar en apariencia al Rolex Submariner, con una caja y un bisel de gran tamaño, con la corona Twinlock y un brazalete Oyster remachado. Aunque el Milgauss pasó por solo dos modelos diferentes (6541 y 1019), experimentó numerosos cambios de configuración antes de dejarse de producir por primera vez en 1986. En la década de 1960, Rolex lanzó el Milgauss ref. 1019. Sin embargo, este modelo en particular tiene un aspecto tan diferente con respecto a sus predecesores que a primera vista el vínculo Milgauss (aparte del rótulo rojo MILGAUSS) no es evidente.
Sigue siendo un modelo muy buscado entre los coleccionistas de Rolex, debido a sus relativamente bajas ventas y a su popularidad durante los años 1960 y 1970, y ha vuelto poco común en el mercado de relojes clásicos. Un antiguo Milgauss firmado por Tiffany & Co. se vendió en 2008 por más de 32.000 dólares.
En mayo de 2023, la casa de subastas Phillips Auctioneers vendió un Rolex Milgauss por 2,5 millones de dólares, lo que estableció un nuevo récord para el modelo.

## Versiones

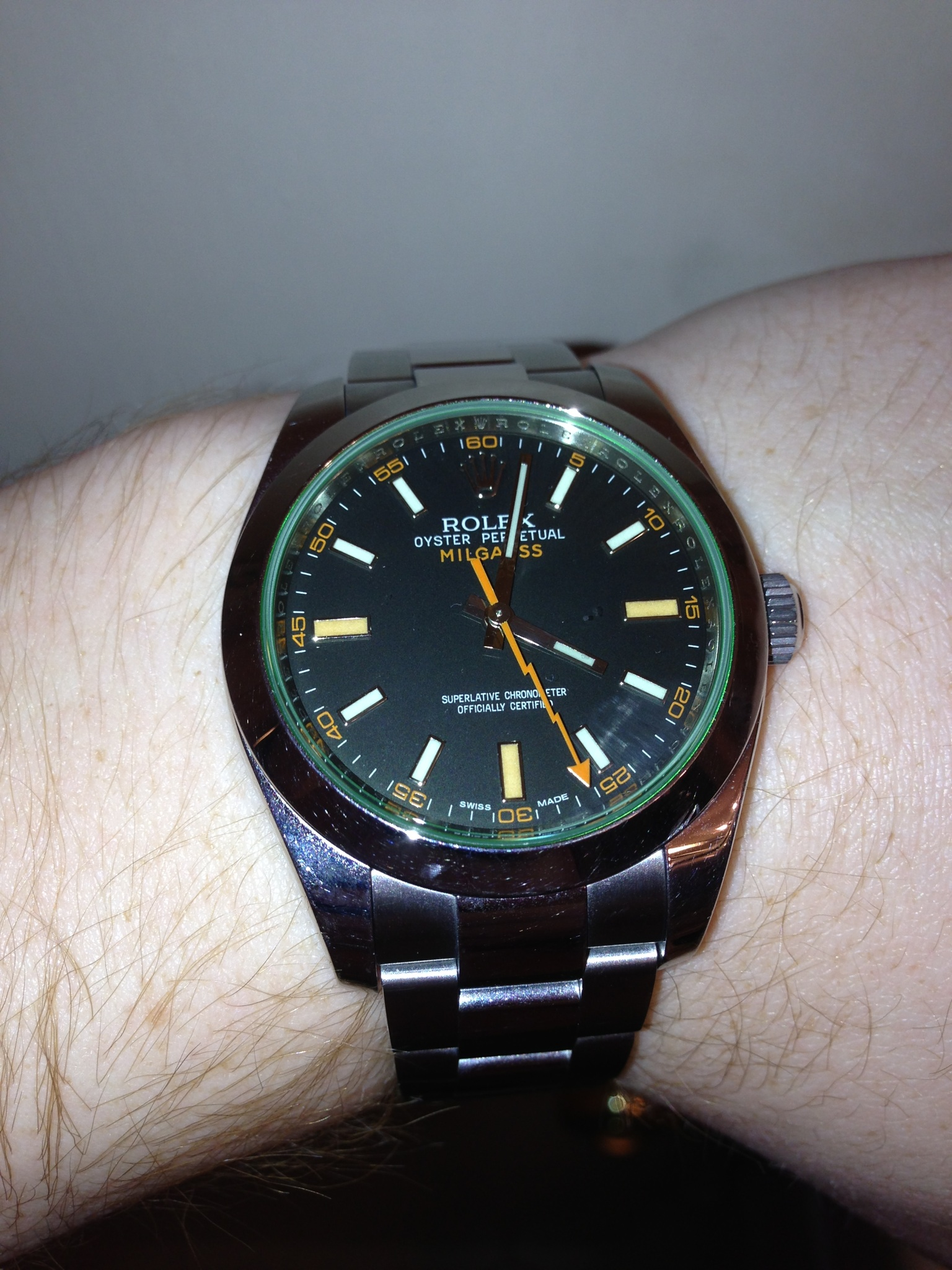
Rolex Milgauss GV (2012)

En 2007, Rolex recuperó el Milgauss después de casi 20 años, como modelo número 116400. Inicialmente se presentó en tres versiones: una esfera negra con bastones blancos y cuadrados naranjas en la pista de minutos en los bastones; una esfera blanca con bastones naranjas y pista de minutos naranja; y una esfera negra con bastones naranjas y blancos y un cristal de zafiro verde. El Milgauss fue el único Rolex producido con un cristal tintado.
Debido a su escudo magnético interno, es más grueso que el Submariner, pero tiene el mismo ancho. Pesa 157 gramos. Estaba disponible solo en acero inoxidable pulido 904L, que es extremadamente resistente a los arañazos y a la corrosión. Aparte de su resistencia a los campos magnéticos, la característica más inusual del Milgauss es su segundero naranja en forma de rayo, una característica única introducida originalmente con el modelo Milgauss 6541.
En 2008, el precio de venta recomendado era de 6200 dólares, y se vendía a ese precio o por debajo. Poco tiempo antes de su lanzamiento, los revendedores y minoristas pedían hasta el doble del precio de venta al público, anticipándose al nuevo modelo. A partir de 2022, poco antes de que se cancelara su fabricación, el precio de venta sugerido por el fabricante de un GV Milgauss era de 9150 dólares.